# Biserica Sfântul Atanasie din Roma

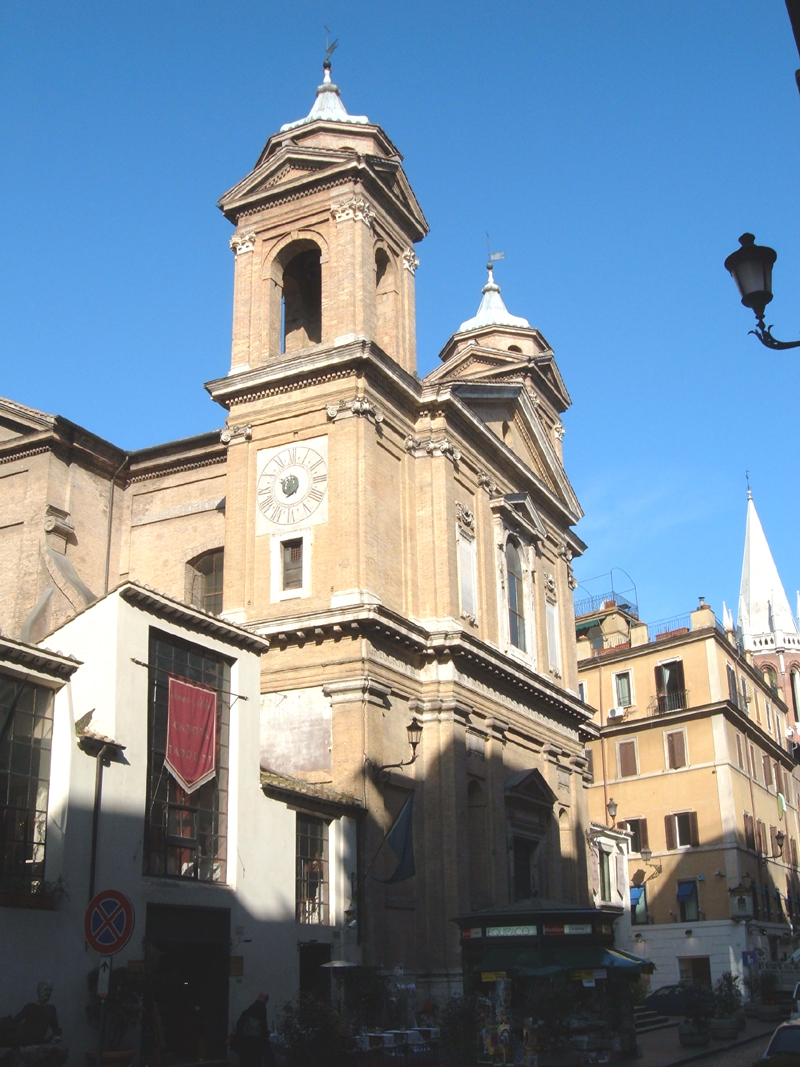
Biserica Sf. Atanasie din Roma

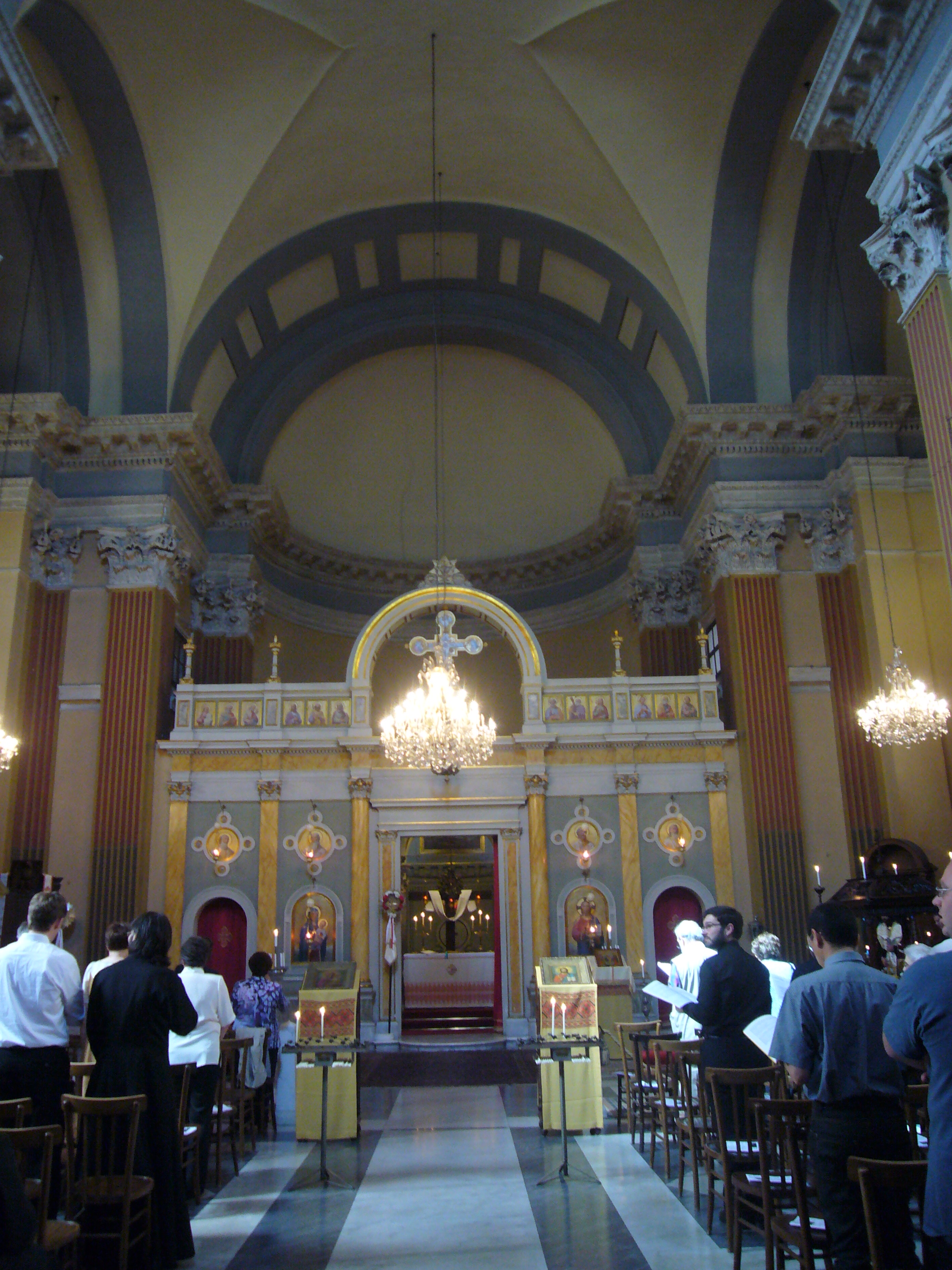
Iconostasul

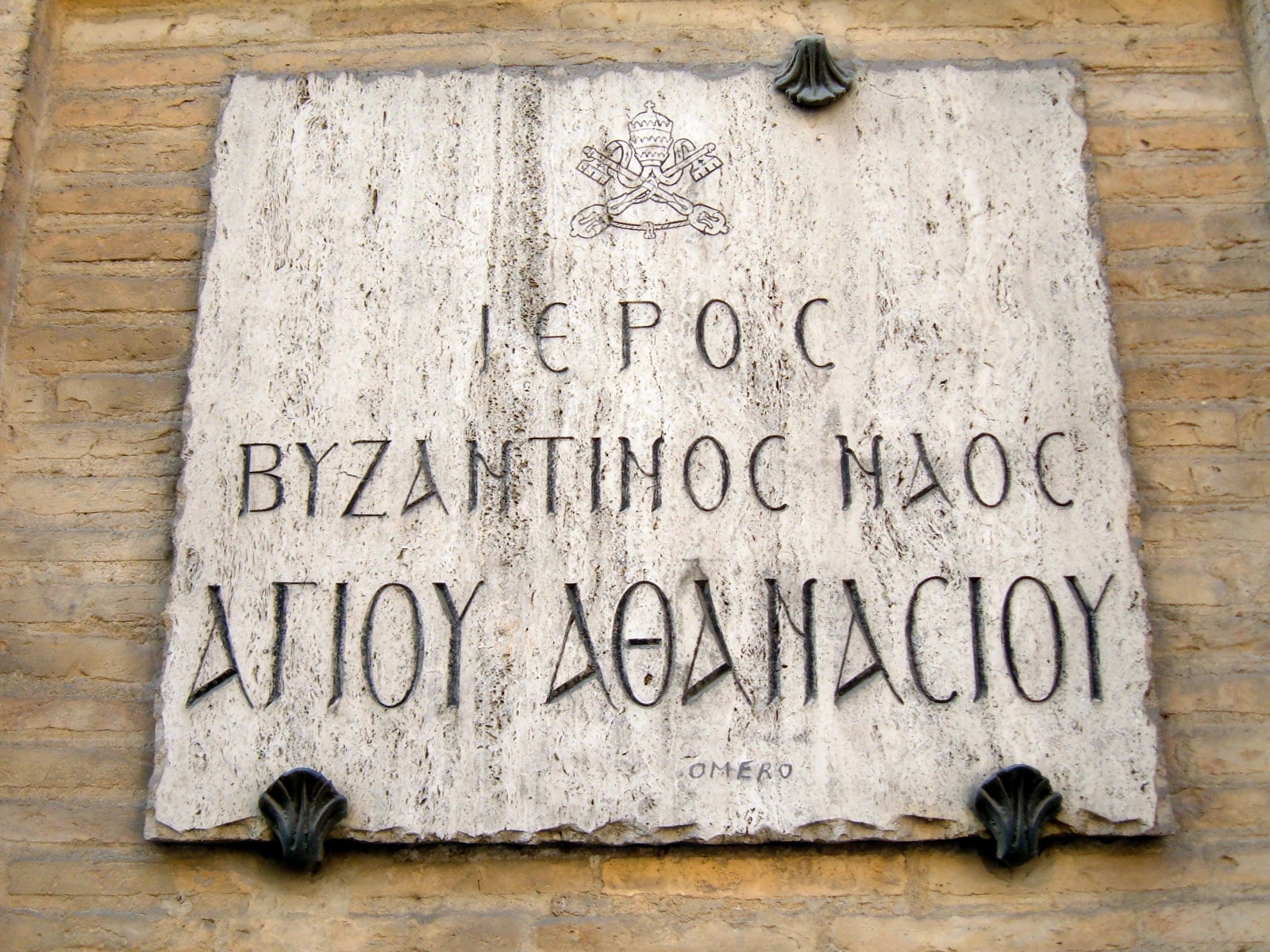
Inscripție în limba greacă

Biserica Sfântul Atanasie (în italiană Chiesa di Sant'Atanasio) este o biserică din Roma, situată pe Via del Babuino în Campo Marzio, la circa 200 de metri nord-vest de Piazza di Spagna. Edificiul a fost construit în secolul al XVI-lea după planurile arhitectului Giacomo della Porta. Din anul 1962 este biserică titulară. Odată cu ridicarea sa în demnitatea de cardinal în anul 2012, arhiepiscopul Lucian Mureșan a primit această biserică drept biserica sa titulară la Roma.

## Istoric
În anul 1573 papa Grigore al XIII-lea a instituit Congregazione dei Greci, pentru înființarea unui colegiu grecesc, în scopul formării clerului de rit bizantin. Colegiul a fost fondat în 1577, având intrarea în Via dei Greci, apoi, s-a mutat pe Via del Babuino.
În 1580 a fost așezată piatra de temelie a bisericii sub patronajul Sf. Atanasie, care s-a aflat în permanentă luptă cu arianismul, fiind în cinci rânduri silit să-și părăsească postul de episcop și de patriarh al Alexandriei, refugiindu-se inclusiv la Roma. Lucrările de construcție au fost încredințate lui Giacomo della Porta și au fost terminate în 1583.
Fațada a fost completată de Martino Longhi il Vecchio, fiind însoțită de două turnuri pentru clopote. În turnul din stânga există un mecanism de orologiu donat de papa Clement al XIV-lea în anul 1771.

## Personalități legate de biserică
- Papa Grigore al XIII-lea, ctitorul bisericii
- Leon Allatios, bibliotecarul colegiului
- Papa Clement al XIV-lea, donatorul mecanismul orologiului
- Victor Mihaly de Apșa, mitropolit, a fost hirotonit aici preot în 1863
- Augustin Bunea, academician, a fost hirotonit aici preot în 1881
- Raymund Netzhammer, călugăr benedictin, rector al colegiului (1904-1905), ulterior arhiepiscop de București
- Octavian Domide, vicar general al Eparhiei unite de Gherla, deputat în Marea Adunare Națională de la Alba Iulia
- Vasile Aftenie, episcop român unit, a obținut aici doctoratul în anul 1925
- Iosif Papamihali, martir albanez, a fost hirotonit aici în data de 1 decembrie 1935
- Ioan Suciu, episcop român unit, a obținut aici licența în filosofie și teologie
- Tit Liviu Chinezu, episcop român unit, a obținut aici licența în filosofie
- Iosif Slipyj, cardinal ucrainean, titular al acestei biserici între 1965-1984